# Mladenovac

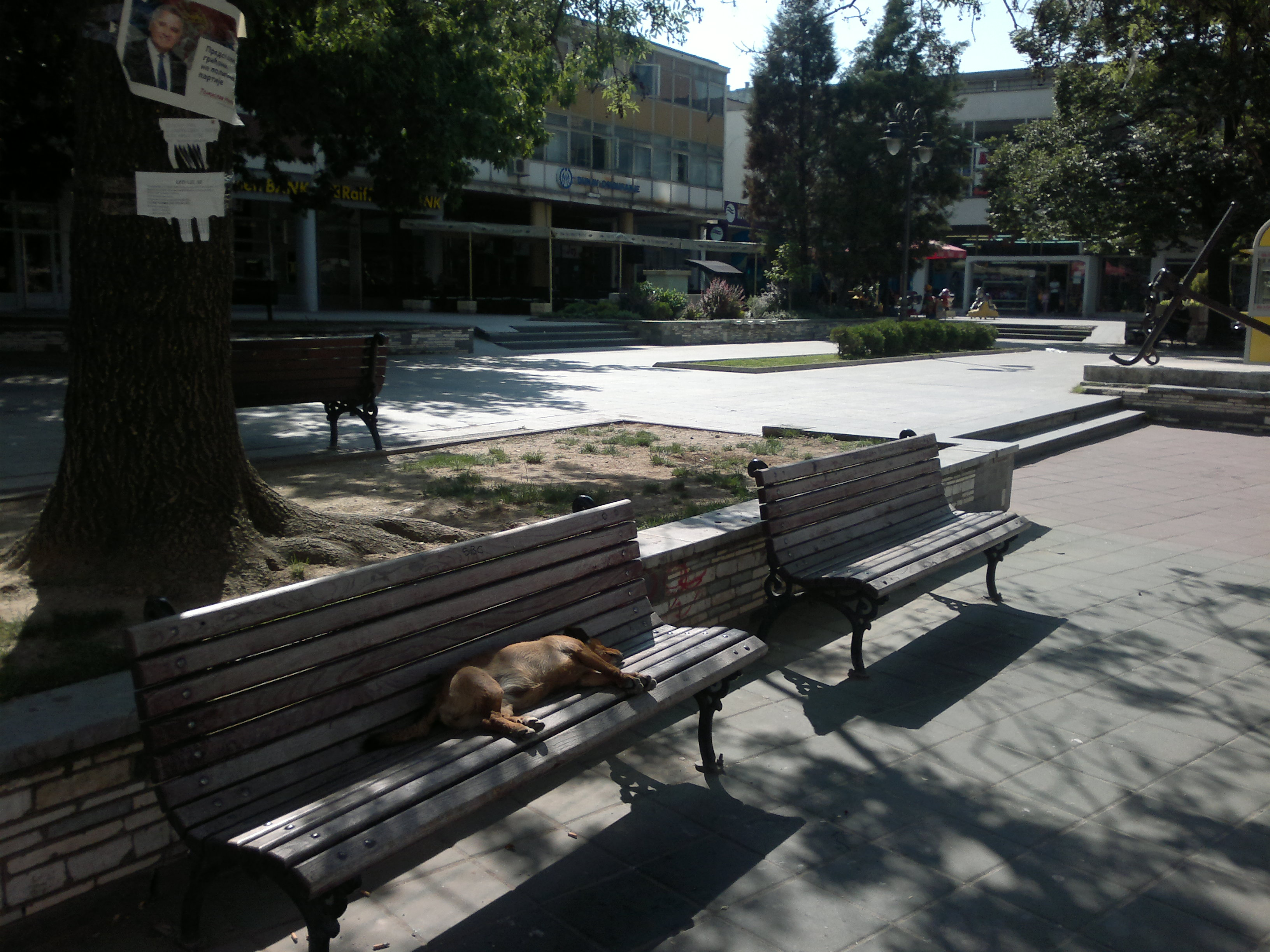
Centrum města

Mladenovac (v srbské cyrilici Младеновац) je město v centrálním Srbsku, administrativně spadající pod město Bělehrad. Nachází se v údolí řeky Lug, 44 km jihovýchodně od Bělehradu. V roce 2011 zde žilo podle sčítání lidu 23 314 obyvatel. Je sídlem stejnojmenné opštiny. Západně od města se nachází hora Kosmaj se známým památníkem.

## Historie
Mladenovac je historicky poprvé zmíněn v tureckém sčítání lidu z roku 1528. Původně se zde nacházela jen malá vesnice s několika staveními, rozvoj obce do podoby malého města (varoše) nastal po výstavbě železniční trati Bělehrad–Niš. Největší počet dosídlenců se sem sestěhoval z blízkého kolí Kosmaje. Dne 2. srpna 1893 získal status samostatného města a od té doby si získání tohoto statusu připomíná Dnem města.
Díky železnici vznikla na jižním okraji Mladenovace průmyslová zóna. V druhé polovině 20. století se město rozšiřovalo v podobě panelových sídlišť směrem na východ.
Od roku 1971 je administrativně součástí města Bělehradu. Statut menšího města získal Mladenovac v roce 1983.

## Kultura
Ve městě stojí Muzeum Mladenovace jako muzeum městské. Rekonstruováno bylo v roce 2018 a zahrnuje etnografickou, historickou, archeologickou a uměleckou expozici. Dále má město vlastní knihovnu, která nese název po Despotovi Štěpánovi Lazarevićovi s fondem okolo 60 000 knih. Založena byla roku 1968 a od roku 1987 je pořadatelem festivalu s názvem Šumadijské metafory. Ve městě dále působí Centrum pro kulturu a turistiku, jehož areál zahrnuje také kino, galerii apod. a pořádají se zde různé akce.
Hlavní pravoslavný chrám je chrám Zesnutí přesvaté Bohorodice. Ve městě ještě stojí také památník padlých bojovníků z válek z let 1912 až 1918.

## Školství
V Mladenovaci se nachází tři základní školy (ZŠ Kosty Đukiće, ZŠ Svatého Sávy, ZŠ Momčila Živojinoviće). Kromě toho zde působí i gymnázium a střední odborná škola. Místní knihovna Despota Stefana Lazareviće disponuje knižním fondem o velikosti 60 000 knih. Založena byla v roce 1968.

## Sport
Mladenovac má vlastní krytou sportovní halu.

## Osobnosti
Z Mladenovace pocházely následující osobnosti:
- Velimir Bata Živojinović, srbský a jugoslávský herec
- Momčilo Golubović-Kani, malíř
- Nenad Vještica, kytarista
- Dajana Petković, atletistka